# Divisiones de Bangladés
Las divisiones son las entidades administrativas de primer nivel en Bangladés. Desde 2022 hay ocho divisiones de Bangladés, cada una con el nombre de la ciudad principal dentro de su jurisdicción que también sirve como sede administrativa de esa división. Cada una de ellas se divide en varios distritos, que a su vez se subdividen en upazilas, y luego consejos sindicales.

## Historia
Después de la independencia de Bangladés en 1971, el país tenía cuatro divisiones: Chittagong, Dacca, Khulna y Rajshahi. En 1982, la ortografía en inglés de la división de Dacca (junto con el nombre de la ciudad capital) se cambió a división de Dhaka para que coincidiera más con la pronunciación bengalí.
En 1993, la división de Barisal se separó de la de Khulna, y en 1995, la división de Sylhet se separó de la de Chittagong. El 25 de enero de 2010, la división de Rangpur se separó de la de Rajshahi. El 14 de septiembre de 2015, la división de Mymensingh se separó de la de Dhaka y se agregó como la octava división. En 2015 se inició el proceso de creación de dos divisiones más: Comilla y Faridpur. En octubre de 2021, la primera ministra Sheikh Hasina anunció la formación de dos nuevas divisiones, Meghna y Padma, que llevan el nombre de los ríos del mismo nombre, en los lugares de las divisiones de Comilla y Faridpur.

## Comisionado divisional
El Comisionado de División es el jefe administrativo de una división. El comisionado de división es designado por el gobierno a partir de un oficial de nivel de secretario adicional del cuadro de administración del servicio civil de Bangladés (BCS). La función de la oficina del Comisionado de División es actuar como jefe de supervisión de todas las oficinas gubernamentales (excepto las oficinas del gobierno central) situadas en la división. Un Comisionado Divisional tiene la responsabilidad directa de supervisar la administración de ingresos y desarrollo de una división. El Comisionado Divisional cuenta con la asistencia de varios Comisionados Divisionales Adicionales, Comisionados Asistentes Superiores y otros funcionarios burocráticos.

## Lista de divisiones
La siguiente tabla describe algunas estadísticas clave sobre las ocho divisiones de Bangladés que se encuentran en el Censo de Población y Vivienda de 2022 realizado por la Oficina de Estadísticas de Bangladés (BBS).
| División               | Códigos ISO | Capital    | Est. | Subdivisiones | Subdivisiones | Subdivisiones       | Área (km²) | Población (2022) | Densidad (hab./ km²) (2022) |
| División               | Códigos ISO | Capital    | Est. | Distritos     | Upazilas      | Consejos sindicales | Área (km²) | Población (2022) | Densidad (hab./ km²) (2022) |
| ---------------------- | ----------- | ---------- | ---- | ------------- | ------------- | ------------------- | ---------- | ---------------- | --------------------------- |
| División de Barisal    | BD-A        | Barisal    | 1993 | 6             | 41            | 352                 | 13 225.20  | 9 100 102        | 688                         |
| División de Chittagong | BD-B        | Chittagong | 1829 | 11            | 103           | 949                 | 33 908.55  | 33 202 326       | 979                         |
| División de Daca       | BD-C        | Daca       | 1829 | 13            | 89            | 885                 | 20 593.74  | 44 215 107       | 2 147                       |
| División de Khulna     | BD-D        | Khulna     | 1960 | 10            | 59            | 571                 | 22 284.22  | 17 416 645       | 782                         |
| División de Mymensingh | BD-H        | Mymensingh | 2015 | 4             | 35            | 351                 | 10 584.06  | 12 225 498       | 1 155                       |
| División de Rajshahi   | BD-E        | Rajshahi   | 1829 | 8             | 67            | 565                 | 18 153.08  | 20 353 119       | 1 121                       |
| División de Rangpur    | BD-F        | Rangpur    | 2010 | 8             | 58            | 535                 | 16 184.99  | 17 610 956       | 1 088                       |
| División de Sylhet     | BD-G        | Sylhet     | 1996 | 4             | 41            | 338                 | 12,635.22  | 11,034,863       | 873                         |
| Bangladés              | BD          | Daca       | 1971 | 64            | 493           | 4 546               | 147 569    | 165 158 616      | 1 119                       |

## Divisiones propuestas
Se han propuesto dos divisiones más para aliviar la carga de trabajo administrativo debido al aumento de la población:
- División de Meghna: propuesta para constar de los seis distritos del norte de la actual división de Chittagong: Brahmanbaria, Chandpur, Cumilla, Feni, Laxmipur y Noakhali.

- División de Padma: propuesta para consistir en los distritos de Faridpur, Gopalganj, Madaripur, Rajbari y Shariatpur.[10]

Su formación ha sido confirmada en octubre de 2021 por la primera ministra Sheikh Hasina.